# Non Stop Dancing
Non Stop Dancing är ett samlingsalbum med Lili & Susie, utgivet 1990.

## Låtlista
1. "Enkel resa" (Norell/Oson)
2. "Bara du och jag" (Norell/Oson)
3. "När du var min = When You Were Mine" (Prince/Strömstedt)
4. "Vågens tecken" (Carlsson/Skoglund/Strömstedt/Päivärinta/Almgren)
5. "Samma tid samma plats" (Norell/Oson/Strömstedt)
6. "Loving You Is All I Know" (Norell/Oson)
7. "Okey okey" (svensk version) (Norell/Oson)
8. "Jag väntar på en chans" (Strömstedt/Bark)
9. "Inte längre din" (Strömstedt)
10. "Fantasi" (Strömstedt)